# Fondation Calouste-Gulbenkian
Pour les articles homonymes, voir FCG.
La fondation Calouste-Gulbenkian (en portugais Fundação Calouste Gulbenkian) est une importante fondation située à Lisbonne (Portugal), destinée à promouvoir le savoir et à améliorer la qualité de vie des personnes à travers les arts, la bienfaisance, la science et l’éducation, créée par volonté testamentaire de Calouste Sarkis Gulbenkian (1869-1955), un industriel d'origine arménienne. 

## Finalité
La fondation a un caractère perpétuel et développe ses activités depuis son siège à Lisbonne et ses délégations à Paris et à Londres. Elle contribue aussi au financement de projets en Afrique, en Arménie et en lien avec la diaspora arménienne. 
La fondation finance et héberge le musée Calouste-Gulbenkian, le ballet Gulbenkian, l'orchestre Gulbenkian et la chorale Gulbenkian. 
La fondation soutient également la recherche scientifique au Portugal au travers de l'institut Gulbenkian pour la science (IGC).

## Patrimoine d'influence portugaise
Le Patrimoine d'influence portugaise (Património de Influência Portuguesa, HPIP) est un portail produit par la Fondation Calouste-Gulbenkian, qui a été développé à partir d'un projet de collecte et de mise à disposition publique du patrimoine d'origine portugaise dans le monde – architecture et urbanisme, pour lequel une équipe de cinq universitaires dirigée par José Mattoso a été formée. Il fonctionne comme un portail public interactif de la base de données géoréférencée dans lequel toutes les informations sur le sujet sont concentrées et gérées. 
Sa gestion est assurée à tour de rôle par les universités coopérantes : université de Coimbra, Nouvelle université de Lisbonne, université de Lisbonne et université d'Évora. Le lancement public du HPIP a eu lieu à la Fondation Calouste-Gulbenkian le 16 avril 2012.